# روینو
روینو (به ایتالیایی: Ruino) یک کومونه در ایتالیا است که در استان پاویا واقع شده‌است. روینو ۲۱٫۳ کیلومتر مربع مساحت و ۷۸۵ نفر جمعیت دارد.